# Хантер, Де’Андре
Де’А́ндре Джеймс Ха́нтер (англ. De'Andre James Hunter; род. 2 декабря 1997 года в Филадельфии, Пенсильвания, США) — американский профессиональный баскетболист, выступающий в Национальной баскетбольной ассоциации за команду «Кливленд Кавальерс». Он был выбран на драфте НБА 2019 года в 1-м раунде под 4-м номером клубом «Лос-Анджелес Лейкерс». Играет на позиции лёгкого форварда. На студенческом уровне играл за команду университета Виргинии «Виргиния Кавальерс».

## Ранние годы
Хантер ходил в Центральную школу друзей (Виннвуд, Пенсильвания). Отлично показав себя на школьном уровне, Хантер был назван 4-звёздным новичком, 72-м новичком и 14-м лучшим лёгким форвардом в классе школьников 2016 года.
12 сентября 2015 года Де’Андре Хантер поступил в университет Виргинии, имея предложения от университета Северного Каролины и университета Нотр-Дам.

## Студенческая карьера
Во время своего первого сезона в «Виргинии» Хантер набирал двузначные числа в графе «Очки» 16 раз, включая 11 игр внутри конференции. В концовке матча против Луисвилла Хантер реализовал решающий трёхочковый бросок с сиреной, принёсший Виргинии победу. Хантер сломал своё запястье во время постсезонного турнира ACC 2018 года и не смог принять участия в турнире NCAA 2018. Без Де’Андре, его команда проиграла 16-м сеянным, команде университета Мэриленд, округа Балтимор. После этого сезона Хантер попал в сборную новичков конференции ACC и получил звание лучшего «шестого». В свой первый сезон Хантер в среднем набирал 9,2 очка и 3,5 подбора за игру. Позже Де’Андре сообщил, что несмотря на слухи о его выдвижении на драфт НБА 2018 года, он остаётся в «Виргинии» ещё на год.
Во втором сезоне Хантер В среднем набирал 15,2 очка и 5,1 подбора за игру. Второй год подряд «Виргиния» становится 1-й сеянной в турнире NCAA 2019. Команда Виргинского университета дошла до финала, где 27 очков и 9 подборов Де’Андре Хантера помогли ей одолеть команду Техасского технологического университета со счётом 85—77.
Во время второго сезона в колледже Хантер изъявил желание выставить свою кандидатуру на драфт НБА 2019 года, где ему предсказывали выбор в 1-м раунде.

## Профессиональная карьера

### Атланта Хокс (2019—2025)
20 июня на драфте НБА 2019 года Де’Андре Хантер был выбран в 1-м раунде под 4-м пиком командой «Лос-Анджелес Лейкерс». Согласно обмену между «Лос-Анджелес Лейкерс» и «Нью-Орлеан Пеликанс», 4-й выбор на драфте 2019 года отправился в Новый Орлеан, который те впоследствии обменяли в «Атланту Хокс» вместе с Соломоном Хиллом, с 57-м выбором этого драфта и будущим выбором второго раунда на 8-й, 17-й и 35-й выборы драфта 2019 и выбор 1-го раунда драфта 2020 года, принадлежащий «Кливленд Кавальерс».
17 октября 2022 года Хантер продлил контракт с «Хокс» на четыре года и 95 миллионов долларов.
13 января 2023 года Хантер набрал 26 очков, реализовав шесть трехочковых бросков в победе над «Индианой Пэйсерс» со счетом 113-111.
27 января 2025 года Хантер набрал максимальные в карьере 35 очков в поражении от «Миннесоты Тимбервулвз».

### Кливленд Кавальерс (2025—настоящее время)
6 февраля 2025 года Хантер был обменян в «Кливленд Кавальерс» в обмен на Кариса Леверта, Джорджеса Нианга, три пика второго раунда и два права на обмен выборами на драфте НБА.

## Статистика

### Статистика в НБА
| Сезон                                                                                    | Команда | Регулярный сезон | Регулярный сезон | Регулярный сезон | Регулярный сезон | Регулярный сезон | Регулярный сезон | Регулярный сезон | Регулярный сезон | Регулярный сезон | Регулярный сезон | Регулярный сезон | Серия плей-офф | Серия плей-офф | Серия плей-офф | Серия плей-офф | Серия плей-офф | Серия плей-офф | Серия плей-офф | Серия плей-офф | Серия плей-офф | Серия плей-офф | Серия плей-офф |
| Сезон                                                                                    | Команда | GP               | GS               | MPG              | FG%              | 3P%              | FT%              | RPG              | APG              | SPG              | BPG              | PPG              | GP             | GS             | MPG            | FG%            | 3P%            | FT%            | RPG            | APG            | SPG            | BPG            | PPG            |
| ---------------------------------------------------------------------------------------- | ------- | ---------------- | ---------------- | ---------------- | ---------------- | ---------------- | ---------------- | ---------------- | ---------------- | ---------------- | ---------------- | ---------------- | -------------- | -------------- | -------------- | -------------- | -------------- | -------------- | -------------- | -------------- | -------------- | -------------- | -------------- |
| 2019/20                                                                                  | Атланта | 63               | 62               | 32,0             | 41,0             | 35,5             | 76,4             | 4,5              | 1,8              | 0,7              | 0,3              | 12,3             | Не участвовал  | Не участвовал  | Не участвовал  | Не участвовал  | Не участвовал  | Не участвовал  | Не участвовал  | Не участвовал  | Не участвовал  | Не участвовал  | Не участвовал  |
| 2020/21                                                                                  | Атланта | 23               | 19               | 29,5             | 48,4             | 32,6             | 85,9             | 4,8              | 1,9              | 0,8              | 0,5              | 15,0             | 5              | 5              | 30,4           | 40,0           | 37,5           | 75,0           | 4,0            | 0,6            | 0,2            | 0,6            | 10,8           |
| 2021/22                                                                                  | Атланта | 53               | 52               | 29,8             | 44,2             | 37,9             | 76,5             | 3,3              | 1,3              | 0,7              | 0,4              | 13,4             | 5              | 5              | 34,9           | 55,7           | 46,2           | 80,0           | 3,8            | 0,6            | 0,8            | 0,2            | 21,2           |
| 2022/23                                                                                  | Атланта | 67               | 67               | 31,7             | 46,1             | 35,0             | 82,6             | 4,2              | 1,4              | 0,5              | 0,3              | 15,4             | 6              | 6              | 37,4           | 45,9           | 36,8           | 80,0           | 5,7            | 1,2            | 0,7            | 0,3            | 16,7           |
| 2023/24                                                                                  | Атланта | 57               | 37               | 29,5             | 45,9             | 38,5             | 84,7             | 3,9              | 1,5              | 0,7              | 0,3              | 15,6             | Не участвовал  | Не участвовал  | Не участвовал  | Не участвовал  | Не участвовал  | Не участвовал  | Не участвовал  | Не участвовал  | Не участвовал  | Не участвовал  | Не участвовал  |
| 2024/25                                                                                  | Атланта | 37               | 4                | 28,7             | 46,1             | 39,3             | 85,8             | 3,9              | 1,5              | 0,8              | 0,1              | 19,0             | Не участвовал  | Не участвовал  | Не участвовал  | Не участвовал  | Не участвовал  | Не участвовал  | Не участвовал  | Не участвовал  | Не участвовал  | Не участвовал  | Не участвовал  |
|                                                                                          | Всего   | 300              | 241              | 30,5             | 44,9             | 36,8             | 81,9             | 4,1              | 1,5              | 0,7              | 0,3              | 14,8             | 16             | 16             | 34,4           | 48,0           | 40,0           | 78,3           | 4,6            | 0,8            | 0,6            | 0,4            | 16,3           |
| Наведите курсор мыши на аббревиатуры в заголовке таблицы, чтобы прочесть их расшифровку. |         |                  |                  |                  |                  |                  |                  |                  |                  |                  |                  |                  |                |                |                |                |                |                |                |                |                |                |                |

### Статистика в колледже
| Сезон                                                                                   | Команда  | GP | GS | MPG  | FG%  | 3P%  | FT%  | RPG | APG | SPG | BPG | PPG  |  |
| --------------------------------------------------------------------------------------- | -------- | -- | -- | ---- | ---- | ---- | ---- | --- | --- | --- | --- | ---- |  |
| 2016/17                                                                                 | Не играл |    |    |      |      |      |      |     |     |     |     |      |  |
| 2017/18                                                                                 | Виргиния | 33 | 0  | 19,9 | 48,8 | 38,2 | 75,5 | 3,5 | 1,1 | 0,6 | 0,4 | 9,2  |  |
| 2018/19                                                                                 | Виргиния | 38 | 38 | 32,5 | 52,0 | 43,8 | 78,3 | 5,1 | 2,0 | 0,6 | 0,6 | 15,2 |  |
|                                                                                         | Всего    | 71 | 38 | 26,6 | 50,9 | 41,9 | 77,3 | 4,4 | 1,6 | 0,6 | 0,5 | 12,4 |  |
| Наведите курсор мыши на аббревиатуры в заголовке таблицы, чтобы прочесть их расшифровку |          |    |    |      |      |      |      |     |     |     |     |      |  |